# کورتنی کاکس
کورتنی باس کاکس (به انگلیسی: Courtney Bass Cox) (زادهٔ ۱۵ ژوئن ۱۹۶۴) بازیگر و فیلم‌ساز آمریکایی است که با ایفای نقش مانیکا گلر در سریال دوستان(1994 تا 2004) به شهرت جهانی رسید و نامزد هفت جایزۀ جوایز انجمن بازیگران فیلمشد و یکی از آن نامزدی‌ها را نیز برد. وی سپس با ایفای نقش در سری معروف جیغ بیشتر شناخته شد.
وی همچنین برای بازی در سریال «کوگار تاون» نامزد دریافت جایزه گلدن گلوب شد اما موفق به دریافت جایزه نشد.

## فیلم‌شناسی

### سینمایی
| سال  | عنوان                       | نقش             | توضیحات                                           |
| ---- | --------------------------- | --------------- | ------------------------------------------------- |
| ۱۹۸۷ | سقوط پیچیده                 |                 | آغاز بازیگری                                      |
| ۱۹۹۰ | آقای سرنوشت                 |                 |                                                   |
| ۱۹۹۱ | بیابان آبی                  |                 |                                                   |
| ۱۹۹۴ | ایس ونچورا: کارآگاه حیوانات | ملیسلا رابینسون |                                                   |
| ۱۹۹۶ | جیغ                         | گیل واترز       | یک گزارشگر جوان                                   |
| ۱۹۹۷ | جیغ ۲                       | گیل واترز       | یک خبرنگار و نویسنده                              |
| ۱۹۹۹ | دونده                       |                 |                                                   |
| ۲۰۰۰ | جیغ ۳                       | گیل واترز       | یک خبرنگار و نویسنده خبره و نویسنده کتاب های جیغ  |
| ۲۰۰۱ | ۳۰۰۰ مایل به گریسلند        | CYBIL WAINGROW  | کورتنی کاکس و دیوید ارکت در این فیلم همبازی بودند |
| ۲۰۰۶ | رئیس مزرعه                  |                 |                                                   |
| ۲۰۰۸ | داستان‌های زمان خواب         |                 |                                                   |
| ۲۰۱۱ | جیغ ۴                       |                 | یک خبرنگار بازنشته متاهل                          |
| ۲۰۱۴ | درست قبل از رفتن من         |                 | کارگردان                                          |
| ۲۰۱۶ | مادران و دختران             |                 |                                                   |

### مجموعه تلویزیونی
- خیال باطل - ۱۹۹۲
- ساینفلد - ۱۹۹۴
- پخش زنده شنبه شب - ۱۹۹۵
- دوستان - (۲۰۰۴–۱۹۹۴)
- درمانگاه خصوصی - ۲۰۱۱
- بی شرم - ۲۰۱۸
- خانواده امروزی - ۲۰۱۹